# Xenopsylla
Xenopsylla es un género de pulgas de la familia Pulicidae.

## Especies
- Xenopsylla acomydis
- Xenopsylla aequisetosa
- Xenopsylla angolensis
- Xenopsylla astia
- Xenopsylla australiaca
- Xenopsylla bantorum
- Xenopsylla bechuanae
- Xenopsylla blanci
- Xenopsylla brasiliensis
- Xenopsylla buxtoni
- Xenopsylla cheopis
- Xenopsylla conformis
- Xenopsylla coppensi
- Xenopsylla cornigera
- Xenopsylla crinita
- Xenopsylla cryptonella
- Xenopsylla cuisancei
- Xenopsylla cunicularis
- Xenopsylla davisi
- Xenopsylla debilis
- Xenopsylla demeilloni
- Xenopsylla difficilis
- Xenopsylla dipodilli
- Xenopsylla eridos
- Xenopsylla erilli
- Xenopsylla frayi
- Xenopsylla geldenhuysi
- Xenopsylla georychi
- Xenopsylla gerbilli
- Xenopsylla graingeri
- Xenopsylla gratiosa
- Xenopsylla guancha
- Xenopsylla hamula
- Xenopsylla hipponax
- Xenopsylla hirsuta
- Xenopsylla hirtipes
- Xenopsylla humilis
- Xenopsylla hussaini
- Xenopsylla jorgei
- Xenopsylla lobengulai
- Xenopsylla magdalinae
- Xenopsylla morgandaviesi
- Xenopsylla moucheti
- Xenopsylla mulleri
- Xenopsylla nesiotes
- Xenopsylla nesokiae
- Xenopsylla nilotica
- Xenopsylla nubica
- Xenopsylla nuttalli
- Xenopsylla occidentalis
- Xenopsylla papuensis
- Xenopsylla persica
- Xenopsylla pestanai
- Xenopsylla petteri
- Xenopsylla philoxera
- Xenopsylla phyllomae
- Xenopsylla piriei
- Xenopsylla ramesis
- Xenopsylla raybouldi
- Xenopsylla regis
- Xenopsylla robertsi
- Xenopsylla sarodes
- Xenopsylla scopulifer
- Xenopsylla silvai
- Xenopsylla skrjabini
- Xenopsylla sulcata
- Xenopsylla syngenis
- Xenopsylla tanganyikensis
- Xenopsylla taractes
- Xenopsylla tarimensis
- Xenopsylla torta
- Xenopsylla trifaria
- Xenopsylla trispinis
- Xenopsylla versuta
- Xenopsylla vexabilis
- Xenopsylla zumpti